# هيلغا ريختر
هيلغا ريختر (بالألمانية: Helga Richter)‏ هي مجدفة ألمانية، ولدت في القرن العشرين.

## وصلات خارجية
- هيلغا ريختر على موقع الاتحاد الدولي للتجديف (الإنجليزية)